# Simulium demutaense
Simulium demutaense är en tvåvingeart som beskrevs av Takaoka 2003. Simulium demutaense ingår i släktet Simulium och familjen knott. Inga underarter finns listade i Catalogue of Life.